# Théoule-sur-Mer
Théoule-sur-Mer (Occitaans en Italiaans: Teula) is een gemeente in het Franse departement Alpes-Maritimes (regio Provence-Alpes-Côte d'Azur). De plaats maakt deel uit van het arrondissement Grasse. Théoule-sur-Mer telde op 1 januari 2022 1.418 inwoners.
Tot 1929 was Théoule een deel van de gemeente Mandelieu.

## Geografie
De oppervlakte van Théoule-sur-Mer bedroeg op 1 januari 2022 10,49 vierkante kilometer; de bevolkingsdichtheid was toen 135,2 inwoners per km².
De gemeente ligt tussen het Esterelmassief in het westen en de Middellandse Zee in het oosten.
De onderstaande kaart toont de ligging van Théoule-sur-Mer met de belangrijkste infrastructuur en aangrenzende gemeenten.

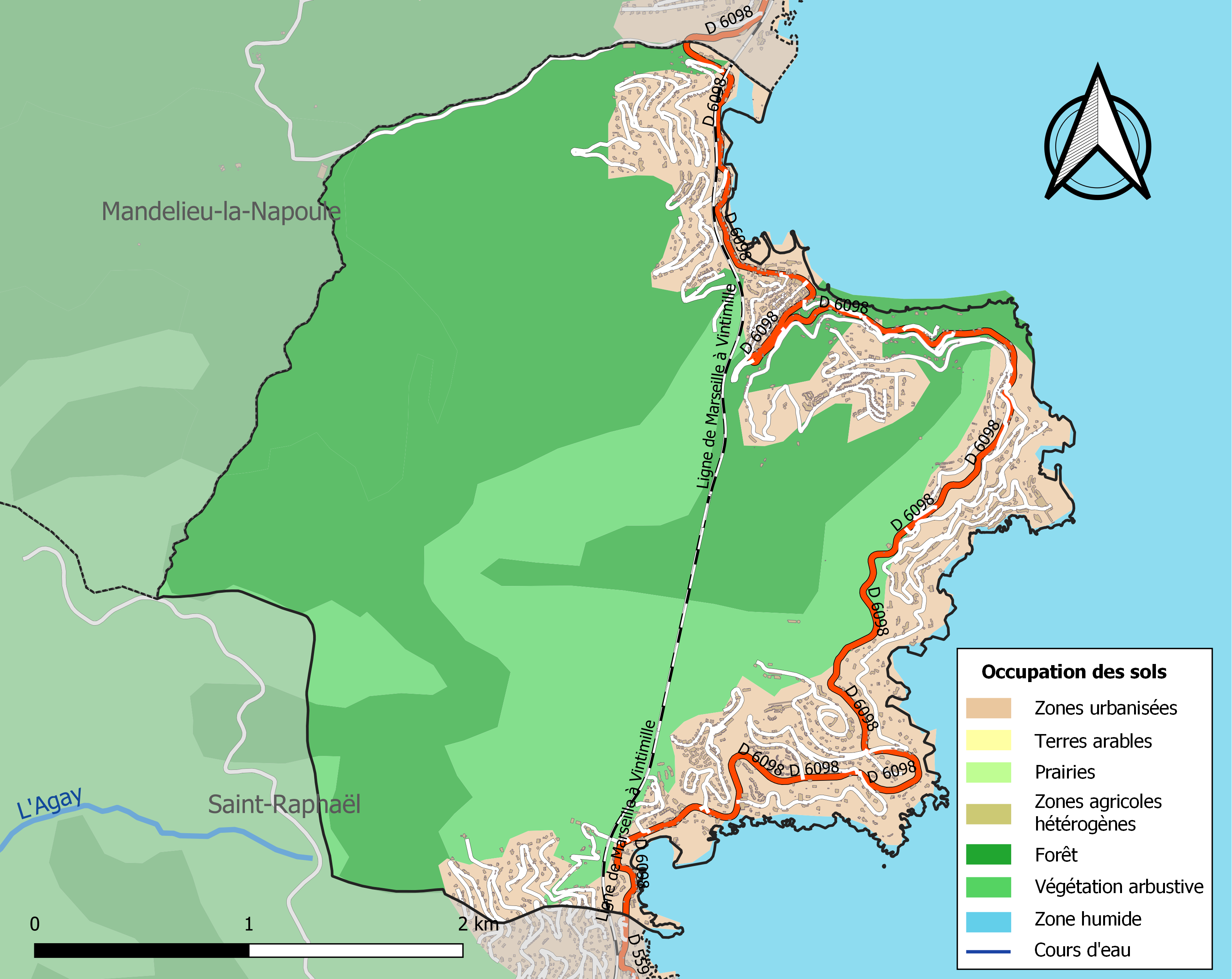

## Demografie
In 1900 telde Théoule maar ongeveer vijftig inwoners.
Onderstaande figuur toont het verloop van het inwonertal (bron: INSEE-tellingen).
Vanwege een beveiligingsprobleem met de MediaWiki Graph-software is het momenteel niet mogelijk deze grafiek weer te geven. Zodra de software is bijgewerkt zal de grafiek vanzelf weer zichtbaar worden.